# Traudl Junge
Gertruda „Traudl” Junge, z domu Humps (ur. 16 marca 1920 w Monachium, zm. 10 lutego 2002 tamże) – sekretarka w Osobistej Adiutanturze Führera od 1942 do 1945.

## Życiorys
Gertrude Humps urodziła się w Monachium w Bawarii jako córka mistrza browarniczego i porucznika rezerwy Maxa Humpsa i córki generała Hildegardy Humps.
W 1942 przeprowadziła się do Berlina, gdzie dzięki pomocy siostry otrzymała posadę w Kancelarii Rzeszy. Zajmowała się sortowaniem korespondencji Hitlera. W wyniku zorganizowanego konkursu otrzymała szansę, by dołączyć do grupy osobistych sekretarek Hitlera. Humps, której marzeniem nie była stała posada sekretarki, ale kariera tancerki, w dyktowanych tekstach zrobiła mało błędów i niespodziewanie dla siebie otrzymała w grudniu 1942 posadę sekretarki Hitlera. Humps pracowała w Kancelarii Rzeszy w Berlinie, prywatnej rezydencji Hitlera Berghof obok Berchtesgaden, a także w Führerhauptquartier Wolfsschanze (pol. Główna Kwatera Wodza Wilczy Szaniec) obok Rastenburga (pol. Kętrzyn) w Prusach Wschodnich.
Rozkład dnia w tym okresie był całkowicie podporządkowany rozkładowi dnia Hitlera, który wraz z narastającą awersją do generalicji Wehrmachtu spędzał ze swoimi sekretarkami coraz więcej czasu, jadał z nimi posiłki, dzięki czemu zyskały one szansę poznania jego życia osobistego, jego myśli i przeszłości. 23 czerwca 1943 Traudl wyszła za mąż za służącego (do lata 1943) i ordynansa Hitlera z LSSAH (od 1936), SS-obersturmführera SS Hansa Hermanna Jungego, który 13 sierpnia 1944 zginął podczas ataku lotniczego w Dreux we Francji.
Z początkiem 1945 Traudl Junge przeprowadziła się wraz z innymi współpracownikami Hitlera do schronu znajdującego się pod Kancelarią Rzeszy, gdzie spędziła ostatnie tygodnia życia Hitlera. Wprawdzie Hitler chciał ewakuować w nocy z 20 na 21 kwietnia pozostające jeszcze w schronie kobiety, te jednak wyraziły chęć pozostania. Wieczorem 28 kwietnia była obecna przy zawarciu małżeństwa Hitlera i Evy Braun oraz zanotowała jego testament. Gdy 30 kwietnia około godziny 15:30 padły strzały, siedziała w pokoju obok i jadła kolację z dziećmi Goebbelsa.
Traudl Junge opuściła schron z zamiarem przedarcia się na zachód 1 maja wieczorem, razem z pierwszą zorganizowaną grupą uciekinierów dowodzoną przez Wilhelma Mohnke. Próba zakończyła się fiaskiem, niemal wszyscy żywi zostali pojmani przez Sowietów.
Przez pewien czas używała fałszywych personaliów: „Gerda Alt”. W wyniku procesu denazyfikacyjnego została zakwalifikowana, również ze względu na młody wiek, do IV grupy – jako bierny członek ruchu nazistowskiego i nie zostały jej formalnie postawione żadne zarzuty.

### Po wojnie
Za namową znajomego spisała w 1947 swoje przeżycia. Zapiski te nie zostały opublikowane, jak sama uzasadniała – „z braku czytelników zainteresowanych taką historią”.
W latach powojennych Traudl Junge nie była w żaden sposób przedmiotem zainteresowania szerokiej opinii publicznej. Poza wywiadem udzielonym w 1974 żyła w zapomnieniu do czasu opublikowania w 2002 napisanej z Melissą Müller książki Z Hitlerem do końca i dokumentu w reżyserii Andrégo Hellera.
W wieku 81 lat Traudl Junge zmarła na raka w monachijskim szpitalu.

## Cytaty
Nauczyłam się przyznawać do tego, że w 1942 r., jako dziewiętnastolatka, młoda i ciekawa życia, byłam zafascynowana Adolfem Hitlerem, że był on sympatycznym zwierzchnikiem i odnosił się do mnie po przyjacielsku, a zarazem po ojcowsku, że z całą świadomością, tłumiąc w sobie ostrzegawczy głos niemal do samego gorzkiego końca, chętnie przebywałam u jego boku. Po ujawnieniu zbrodni popełnionych przez tego człowieka do końca życia będzie mi towarzyszyło poczucie, że jestem współwinna. – „Z Hitlerem do końca”
Trzeba wsłuchiwać się w głos sumienia. Nie trzeba, nawet w przybliżeniu, tyle odwagi, ile by się wydawało, do przyznania się do błędów i wyciągnięcia z nich wniosków. Po to się przyszło na świat, żeby zmieniać się ucząc. – „Z Hitlerem do końca”
Oczywiście, że cały horror, o którym usłyszałam, podczas procesu w Norymberdze, o 6 milionach Żydów, dysydentach, czy ludziach innych ras, którzy zostali zabici, wstrząsnął mną głęboko. Ale wtedy jeszcze nie byłam w stanie zobaczyć w tym związku ze swoją przeszłością. Uspokajałam się myślą, że nie jestem osobiście za to odpowiedzialna i że nie wiedziałam o skali tego. Ale pewnego dnia, kiedy przechodząc obok tablicy upamiętniającej Sophie Scholl, przy Franz-Joseph-Strasse, zobaczyłam, że ona była w moim wieku i że została stracona w roku, w którym zaczęłam pracować dla Hitlera. Wtedy dopiero zrozumiałam, że młodość nie jest żadnym usprawiedliwieniem i że mogłam odkryć prawdę.

## Film i TV

### Fabularne
- Upadek (niem. Der Untergang) reż. Oliver Hirschbiegel prod. 2004, zrobiony z rozmachem, poprzez pryzmat naocznych świadków film, o ludziach i atmosferze w Führerbunker w ostatnich dniach wojny.
- Hitler: Ostatnich 10 dni (ang. Hitler: The Last Ten Days) reż. Ennio De Concini prod. 1973, w roli głównej Alec Guinness, oparta na powieści Hugh Trevor-Ropera kronika ostatnich 10 dni w bunkrze.

### Dokumentalne
- W martwym punkcie – sekretarka Hitlera bądź W ślepym zaułku (tytuł oryginału niem. Im toten Winkel) reż. André Heller i Othmar Schmiderer wspomnienia z posady sekretarki Hitlera utrwalone tuż przed śmiercią Traudl Junge.